# Marie Henning
Marie Caroline Henriette Henning, geborene Marie Mahnke, (* 26. Dezember 1895 in Nossentiner Hütte; † 5. Januar 1948 in Hamburg) war eine kommunistische Politikerin.

## Leben
Die Ehefrau von Ernst Henning war seit 1920 Mitglied der KPD und dort u. a. in der frauenpolitischen Abteilung der Bezirksleitung Wasserkante aktiv. Ebenso gehörte sie der Roten Hilfe an. Nach der Ermordung ihres Mannes (welcher seit 1927 der Hamburgischen Bürgerschaft angehörte) durch mehrere SA-Männer am 14. März 1931 wurde die nun verwitwete Mutter dreier Kinder von der KPD für die Wahlen zur Bürgerschaft im September 1931 aufgestellt und in das Landesparlament gewählt, welchem sie bis 1933 angehörte.
Nach der Machtübernahme der NSDAP 1933 war Marie Henning mehrfach inhaftiert, erstmals vom Mai bis Juni 1933, dann im März 1936 und zuletzt vom 28. August bis Ende September 1944 im Rahmen der Aktion Gewitter. Nach der Befreiung im Mai 1945 war sie bis zu ihrem Tode im Komitee ehemaliger politischer Gefangener in Hamburg-Bergedorf aktiv.
Marie Henning, die nach der Befreiung mehrfach im Krankenhaus behandelt werden musste, starb 1948 im Alter von 53 Jahren infolge eines Krebsleidens.

## Familie

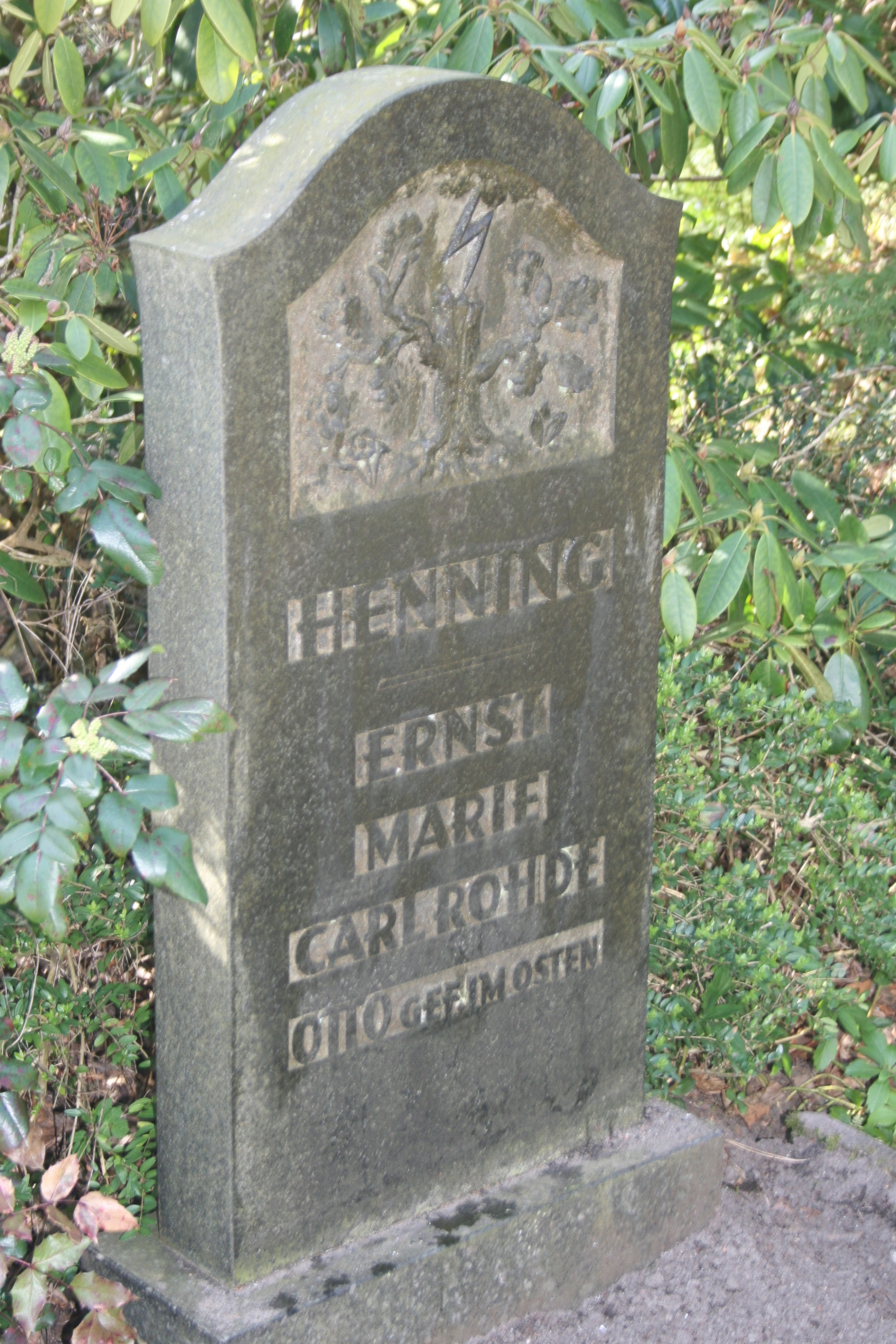
Urnengrab von Ernst und Marie Henning, deren zweitem Ehemann Carl Rohde und einem Gedenken für den 1944 gefallenen Sohn Otto

Marie Henning war von 1913 bis zu dessen Ermordung am 14. März 1931 mit Ernst Henning verheiratet und hatte aus dieser Ehe zwei Töchter und einen Sohn Otto, der im August 1944 an der Ostfront fiel. In zweiter Ehe heiratete sie am 20. Oktober 1936 den ehemaligen Reichsbannerführer Carl Rohde. Nach dessen Dienstverpflichtung im Heereszeugamt Glinde verunglückte er am 5. Juni 1944 im Munitionsdepot Büchsenschinken infolge der Explosion einer Panzerfaust.

## Ehrungen
In Bergedorfer Bezirk Neuallermöhe wurde 1995 eine Straße, der Marie-Henning-Weg, nach Marie Henning benannt.